# 4つの不思議なストーリー
『4つの不思議なストーリー』（よっつのふしぎなストーリー）は、2020年12月26日の土曜 21時35分 - 23時45分にフジテレビ系『土曜プレミアム』で放送のオムニバステレビドラマ。

## 概要
本作は『ほんとにあった怖い話』の制作スタッフとJRA日本中央競馬会がタッグを組んで制作された一夜限りの4本立てのオムニバス形式のスペシャルドラマで、JRAのプロモーションキャラクターを務める土屋太鳳 、中川大志 、葵わかな 、柳楽優弥（※放送順）が主演を務め、同プロモーションキャラクターの松坂桃李と高畑充希も6人が通う喫茶店のシーンに出演し、何とも不可思議な体験を語りで披露する。

## ストーリー
- 「4つの不思議なストーリー#あらすじ」を参照。

## 出演
- 岸本宏樹（きしもと ひろき） - 松坂桃李
- 笹倉栞（ささくら しおり） - 高畑充希
- 田島凌介（たじま りょうすけ） - 柳楽優弥（ドラマ『不思議なお守り』主演）
- 望月加奈子（もちづき かなこ） - 土屋太鳳（ドラマ『冬の奇跡』主演）
- 武藤晴人（むとう はると） - 中川大志（ドラマ『最後の買物』主演）
- 森山莉子（もりやま りこ） - 葵わかな（ドラマ『夕暮れの迷子』主演）

### ドラマ
冬の奇跡
- 吉本忠文（よしもと ただふみ） - 八嶋智人[3][4]
- 望月友也（もちづき ともや） - 松尾潤[3][4]
- 望月幸恵（もちづき ゆきえ） - 石野真子[3][4]

夕暮れの迷子
- 女の子 - 金子莉彩[5][6]
- 住職 - 笹野高史[5][6]

不思議なお守り
- 田島彩乃（たじま あやの） - 石川恋[7][8]
- 相川史人（あいかわ ふみと） - 三浦獠太[7][8]
- 高柳愛実
- 見知らぬ女 - 佐藤めぐみ[7][8]

最後の買物
- 髙木佳純（たかぎ かすみ） - 島崎遥香[9][10]
- 村上孝之（むらかみ たかゆき）- 矢野聖人[9][10]
- 老紳士 - 小野武彦[9][10]

## スタッフ
- 企画 - 後藤博幸
- プロデュース - 古郡真也（FILM）
- 演出 - 森脇智延（『最後の買物』）、下畠優太（『冬の奇跡』『夕暮れの迷子』『不思議なお守り』）
- 脚本 - 酒巻浩史（『冬の奇跡』『最後の買物』）、穂科エミ（『夕暮れの迷子』『不思議なお守り』）、中村允俊
- 制作・著作 - フジテレビ第一制作室